# Dorat (Puy-de-Dôme)
Dorat település Franciaországban, Puy-de-Dôme megyében. Lakosainak száma 721 fő (2022. január 1.). Dorat Crevant-Laveine, Noalhat, Orléat, Paslières és Thiers községekkel határos.

## Népesség
A település népességének változása:
| Lakosok száma | 706  | 716  | 717  | 705  | 701  | 709  | 725  | 729  | 721  |
|               | 2013 | 2015 | 2016 | 2017 | 2018 | 2019 | 2020 | 2021 | 2022 |